# Museum und Kloster San Telmo

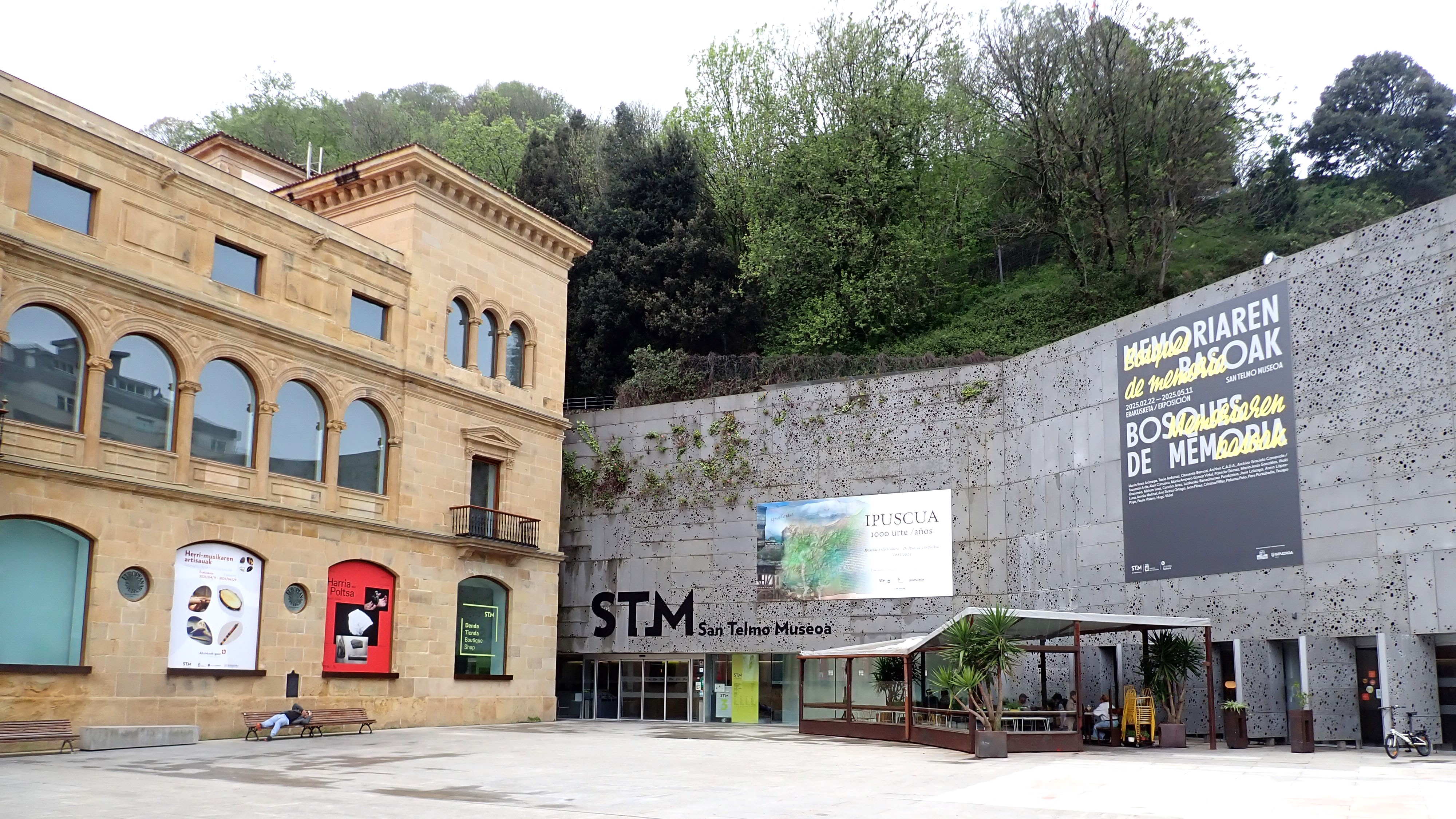
Museo San Telmo, Donostia

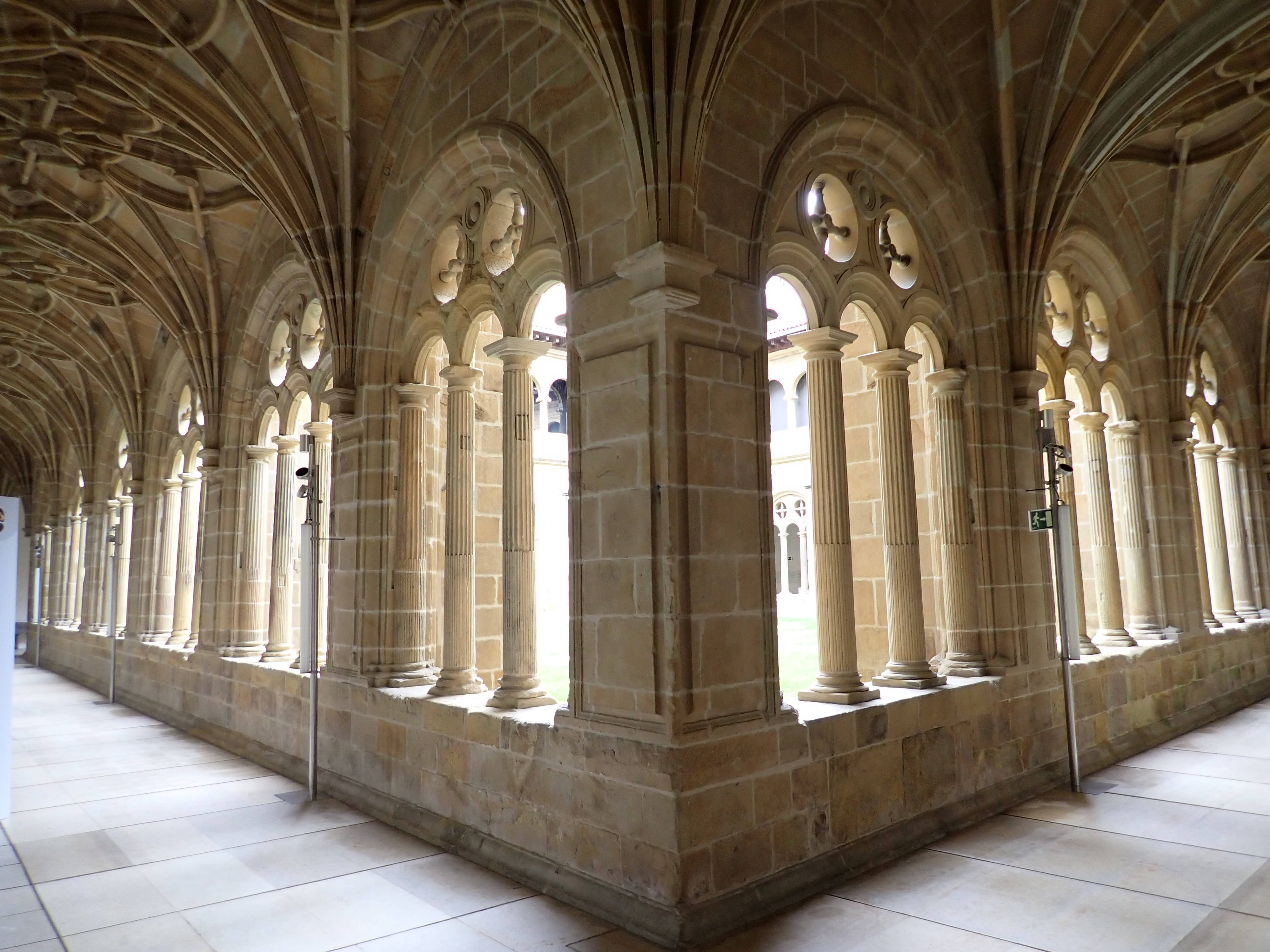
Kreuzgang des Museo San Telmo, Donostia

Das städtische Museum San Telmo in San Sebastian (Donostia) im Baskenland ist in einem ehemaligen Dominikanerkloster aus dem 16. Jahrhundert und einem modernen Anbau untergebracht und liegt im Norden der Altstadt am Fuß des Urgull. Es zeigt sowohl die städtische Geschichte, als auch die des Baskenlandes und Sammlungen der schönen Künste. Zu den Sammlungsbeständen gehören ein Schwert des letzten muslimischen Königs von Granada, Boabdil, und in der Gemäldesammlung Werke von El Greco, Battistello Caracciolo und Peter Rubens. Zum Rundgang gehören auch die ehemalige Klosterkirche und ein Kreuzgang.